# Qutlugh Bilge Köl
Qutlugh Bilge Köl qaghan ou Qoutlough (chinois simplifié : 骨咄禄毗伽阙可汗 ; pinyin : gūduōlù pígā què kèhán), également appelé Kutlug I Bilge Peilo Khagan, nom de naissances d'après les sources chinoises, Yaoluoge Yibiaobi (? 逸标苾), décédé en 747, exerce le rôle de premier khagan du khaganat ouïgour, de 744 à 747.

## Biographie
Il a pour fils, Kul-tégin, neveu de Mo-tch’o.